# Іремель
Іремель (башк. Ірәмәл) — друга за величиною вершина  Південного Уралу, розташована на північному сході  Білорецького району і на північному заході  Учалинського району  Башкортостану.
Гора є двовершинним масивом, до складу якого входять:
- Великий Іремель з платоподібною вершиною Кабан (башк. — копиця), висота 1582,3 м[2][3];
- Малий Іремель, висота 1449,4 м[2][3].

Вершини відділені сідловиною шириною близько 1 км і висотою 1200—1250 м.
Протяжність з північного сходу на південний захід становить 12 км, з північного заходу на південний схід — 8 км.
Біля підніжжя масиву розташовані витоки річок  Тигин,  Синяк, Великий Авняр,  Карагайка і  Тюлюк. Ці річки є притоками річки  Білої, яка також бере свій початок поблизу за хребтом Аваляк.
Рішенням Уряду Республіки Башкортостан територія, прилегла до вершини Іремель (включаючи  хребет Аваляк), оголошена природним парком.

## Галерея

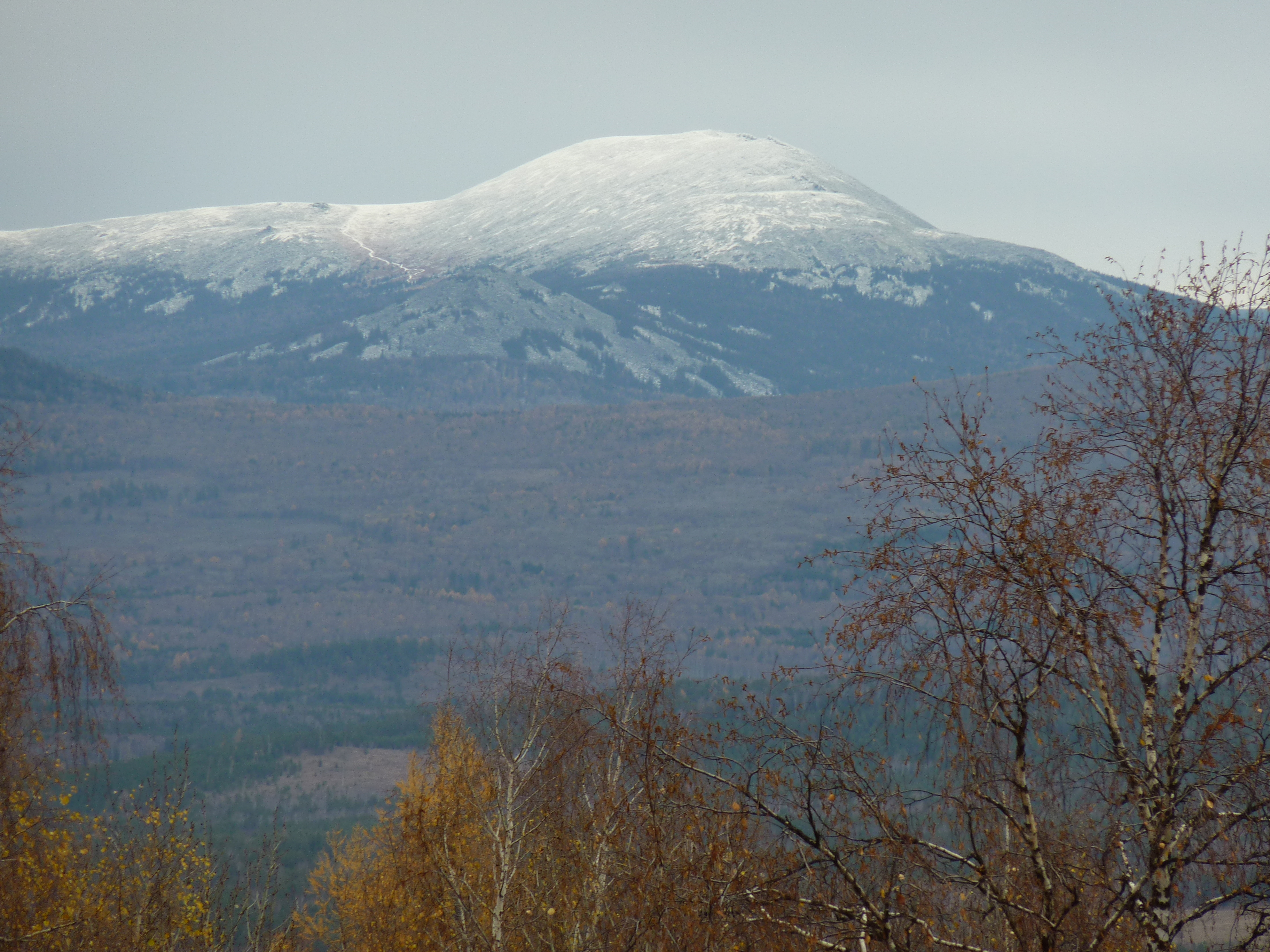
Гора Великий Іремель
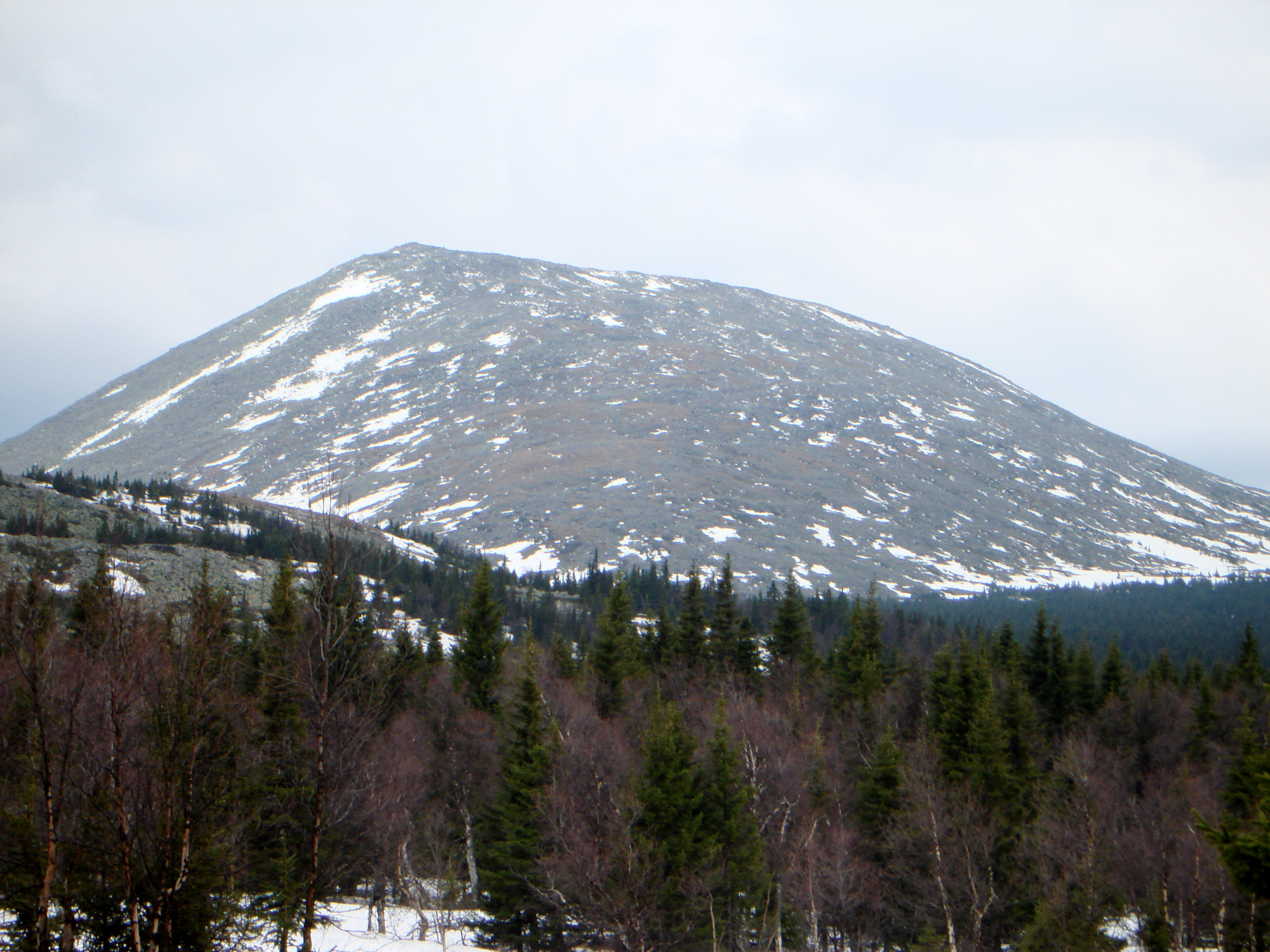
Гора Великий Іремель
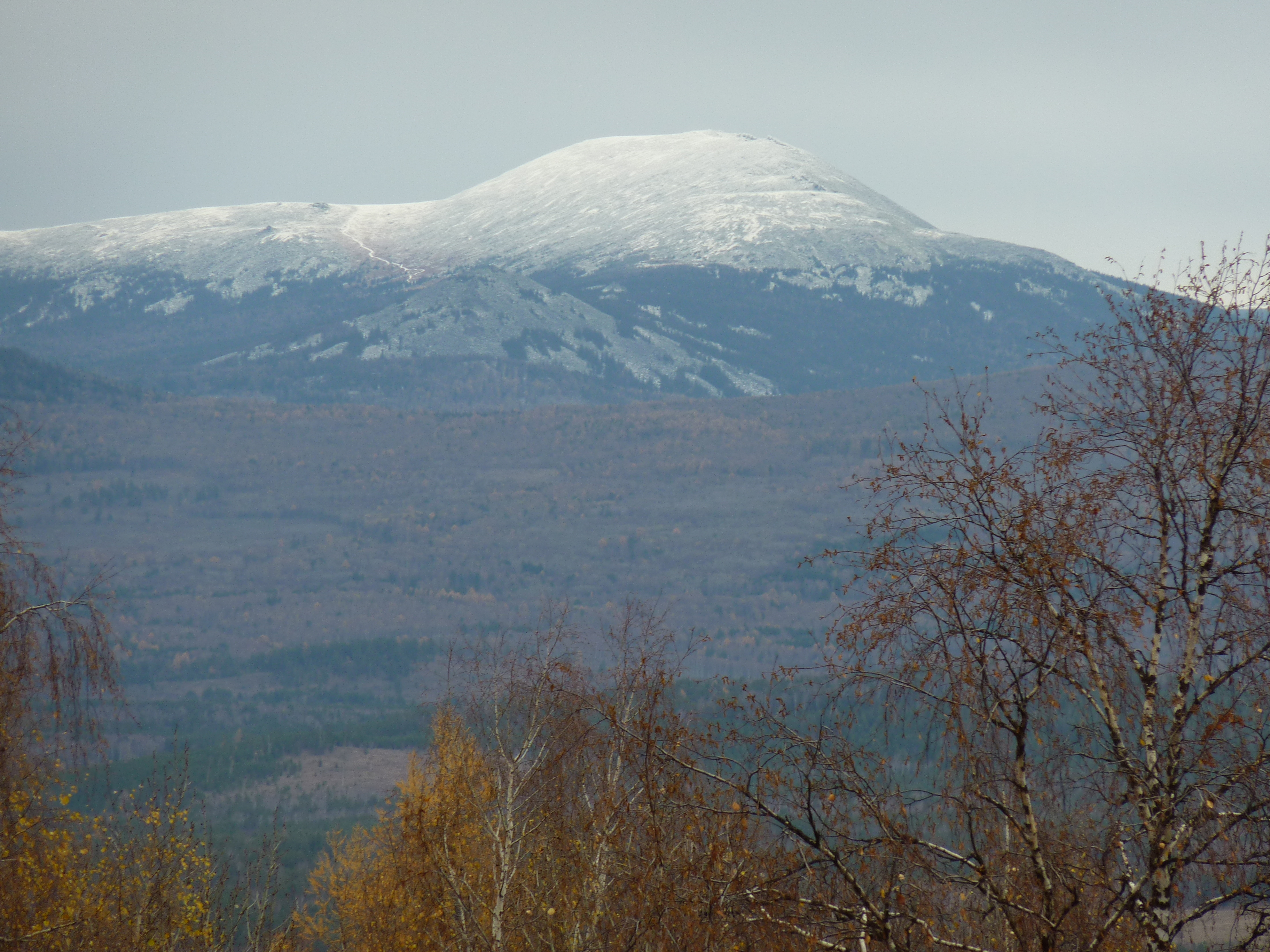
Гора Великий Іремель і витоки річки (ліворуч)
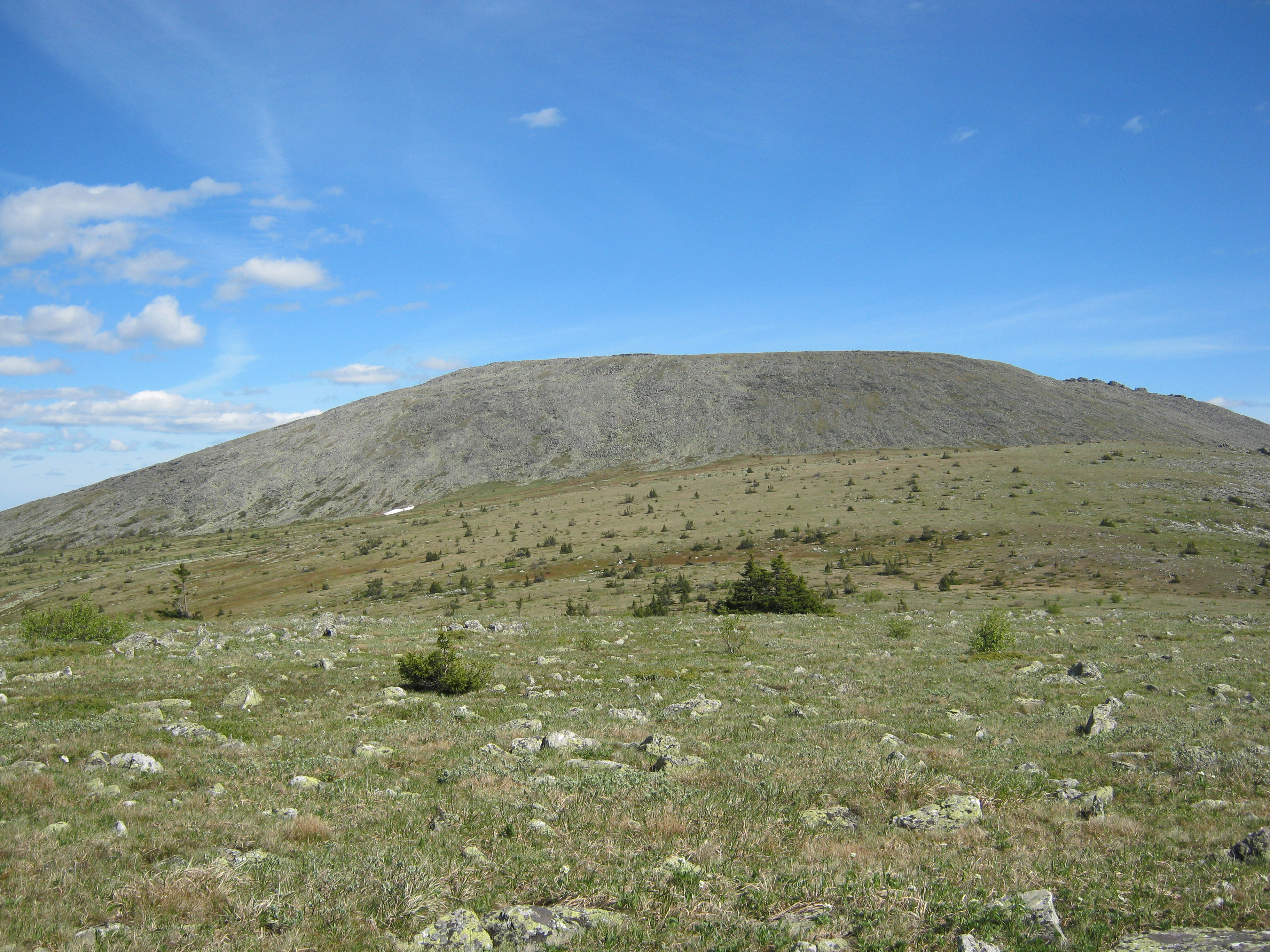
Великий Іремель
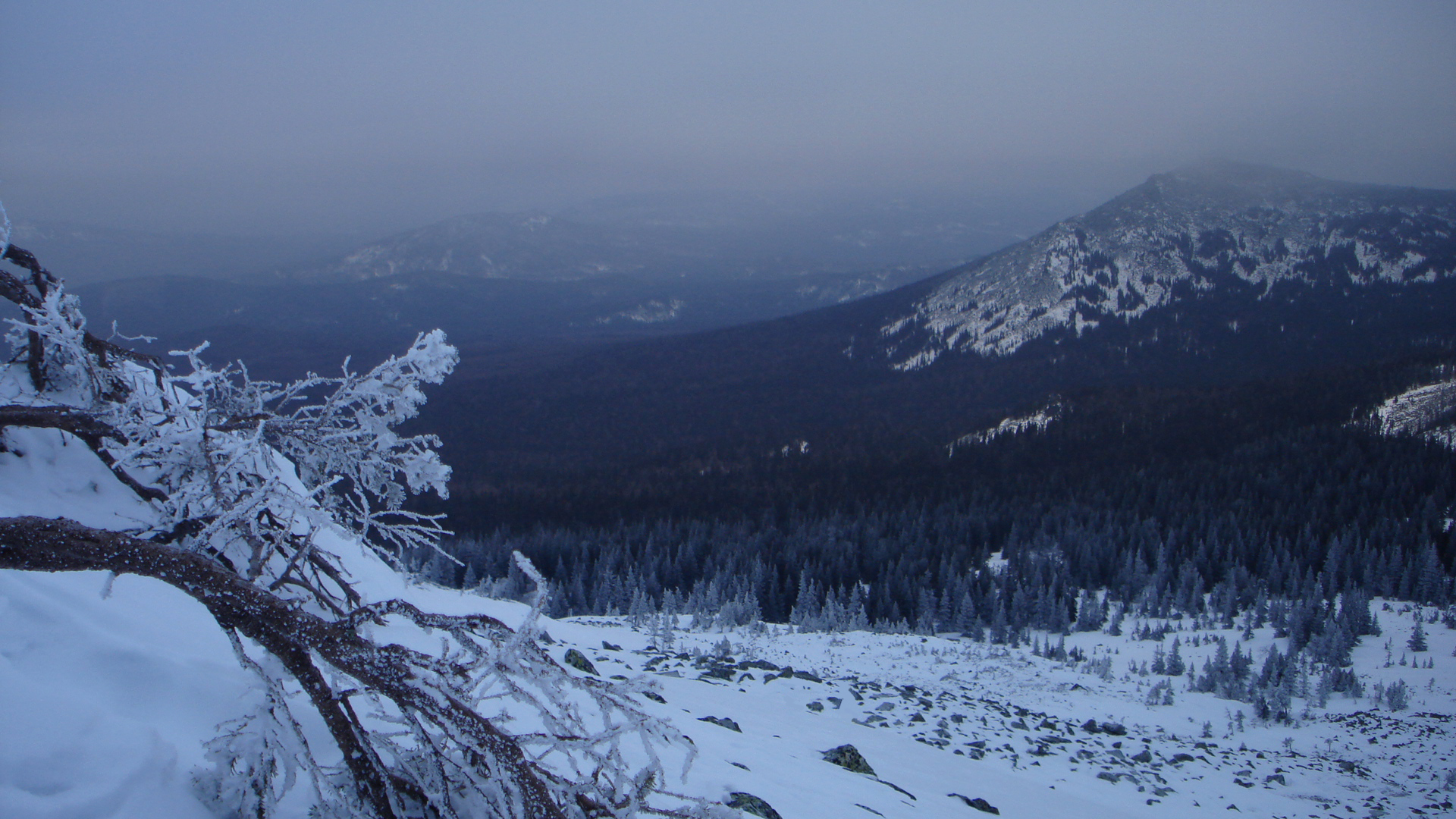
Гора Малий Іремель
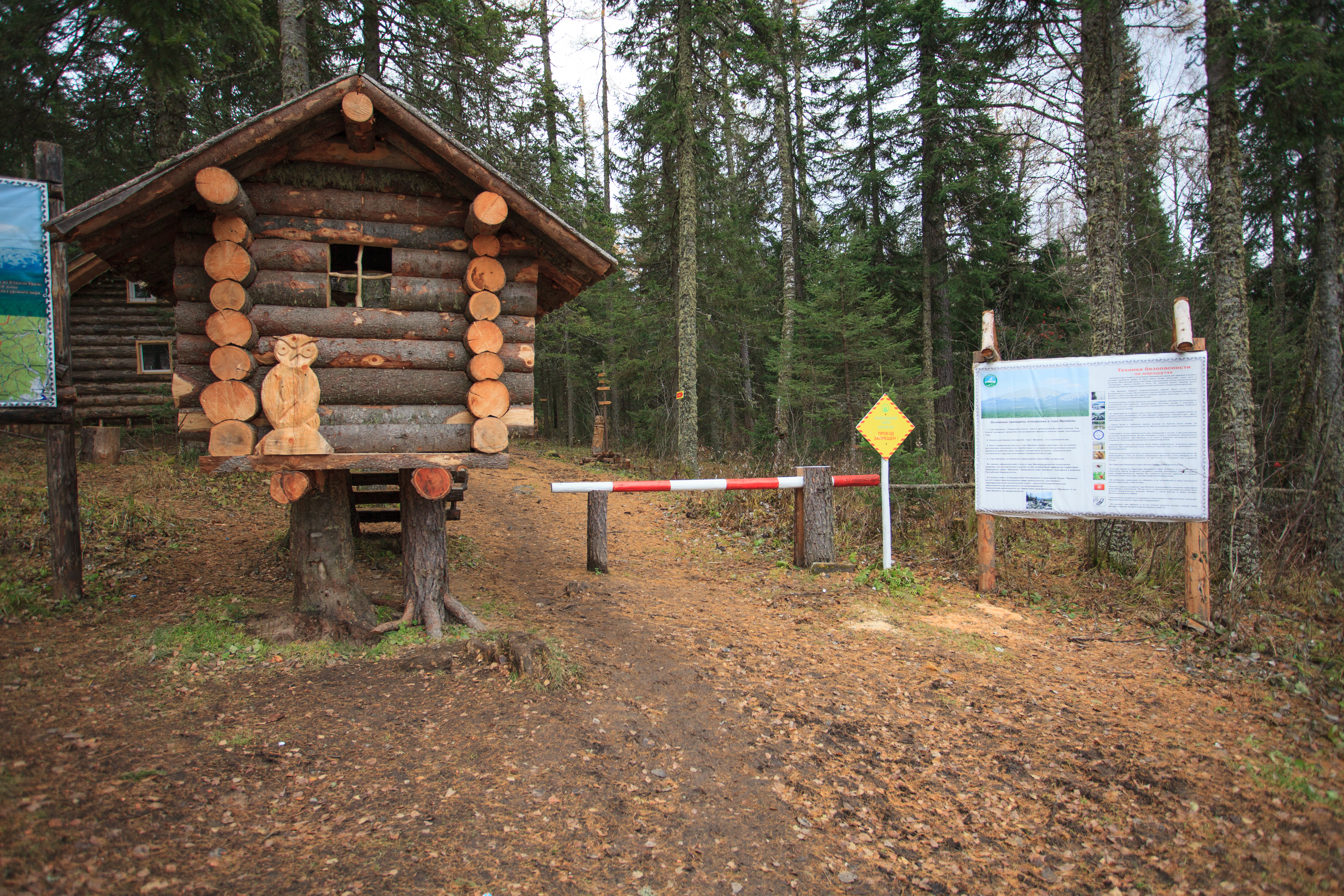
На кордоні природного парку «Іремель» з боку села Тюлюк, КПП

## Ресурси Інтернету
- Иремель и окрестности;
- Вершины Каменного Пояса: Названия гор Урала. Глава "Южный Урал" (анализ названия горы Иремель);
- Виртуальный тур по горе Иремель

## Виноски
1. ↑  Хребет Аваляк, Великий і Малий Іремель. Публічна кадастрова карта. Архів оригіналу за 21 березня 2012. Процитовано 12 травня 2011.
2. 1 2 3  Тыгын, Хребет Аваляк, Великий і Малий Иремель. Архів оригіналу за 21 березня 2012. Процитовано 13 травня 2011.
3. 1 2   Аркуш карти N-40-58-Б.
4. ↑   У Башкирії гора Іремель отримала статус природного парку — Новини Росії — ІА REGNUM

.